# Ammospiza
Az Ammospiza a madarak osztályának verébalakúak (Passeriformes) rendjébe és a verébsármányfélék (Passerellidae) családjába tartozó nem.

## Rendszerezés
A nembe az alábbi 4 faj tartozik:
- Leconte-verébsármány (Ammospiza leconteii vagy Ammodramus leconteii)
- tengerparti verébsármány (Ammospiza maritimus vagy Ammodramus maritimus)
- Nelson-verébsármány (Ammospiza nelsoni vagy Ammodramus nelsoni)
- hegyesfarkú verébsármány (Ammospiza caudacutus vagy Ammodramus caudacutus) – kihalt